# 大阪高等検察庁
大阪高等検察庁（おおさかこうとうけんさつちょう）は、大阪府大阪市にある日本の高等検察庁の一つで、近畿地方2府4県を管轄している。略称は、大阪高検（おおさかこうけん）。

## 概説
大阪高等検察庁は、大阪市福島区にある日本の高等検察庁のひとつである。大阪府など6府県を管轄している。
大阪高検管内は、大阪地検を拠点に異動を繰り返して昇進する独特の人事慣行が残ることや、検察官や検察事務官、OB（ヤメ検等）を含めて身内意識が強いことから、法務・検察組織の中では関西検察（かんさいけんさつ）と呼ばれる。

## 管轄区域
- 管轄区域：大阪府、京都府、兵庫県、滋賀県、奈良県、和歌山県
- 管轄人口：20,142,549人
- 管轄面積：27,351.23km2
- 人口密度：736.44人／km2

## 歴代検事長
| 氏名     | 就任年月日 | 入庁年 |
| -------- | ---------- | ------ |
| 池上政幸 | 2014年1月  | 1975年 |
| 尾崎道明 | 2014年7月  | 1978年 |
| 寺脇一峰 | 2016年9月  | 1980年 |
| 三浦守   | 2017年4月  | 1982年 |
| 上野友慈 | 2018年2月  | 1983年 |
| 榊原一夫 | 2020年1月  | 1984年 |
| 曽木徹也 | 2021年7月  | 1984年 |
| 小山太士 | 2023年1月  | 1988年 |
| 上冨敏伸 | 2024年2月  | 1988年 |
| 中村孝   | 2024年8月  | 1990年 |
| 菊池浩   | 2025年7月  | 1988年 |

## 不祥事
- 大阪地検特捜部主任検事証拠改ざん事件 - 次席検事が依願退官。詳細は当該記事を参照の事